# Kobramanöver

Die Saab 35 Draken vollführt ein Kobramanöver

Das Kobramanöver ist ein Flugmanöver, bei dem das Flugzeug aufgerichtet wird und stark abbremst, bevor es in die normale Fluglage zurückkippt und beschleunigt. Überschreitet es dabei den Nickwinkel 90°, spricht man von einem Kobramanöver, weil sich das Flugzeug wie eine warnende Kobra aufrichtet.

## Ausführung

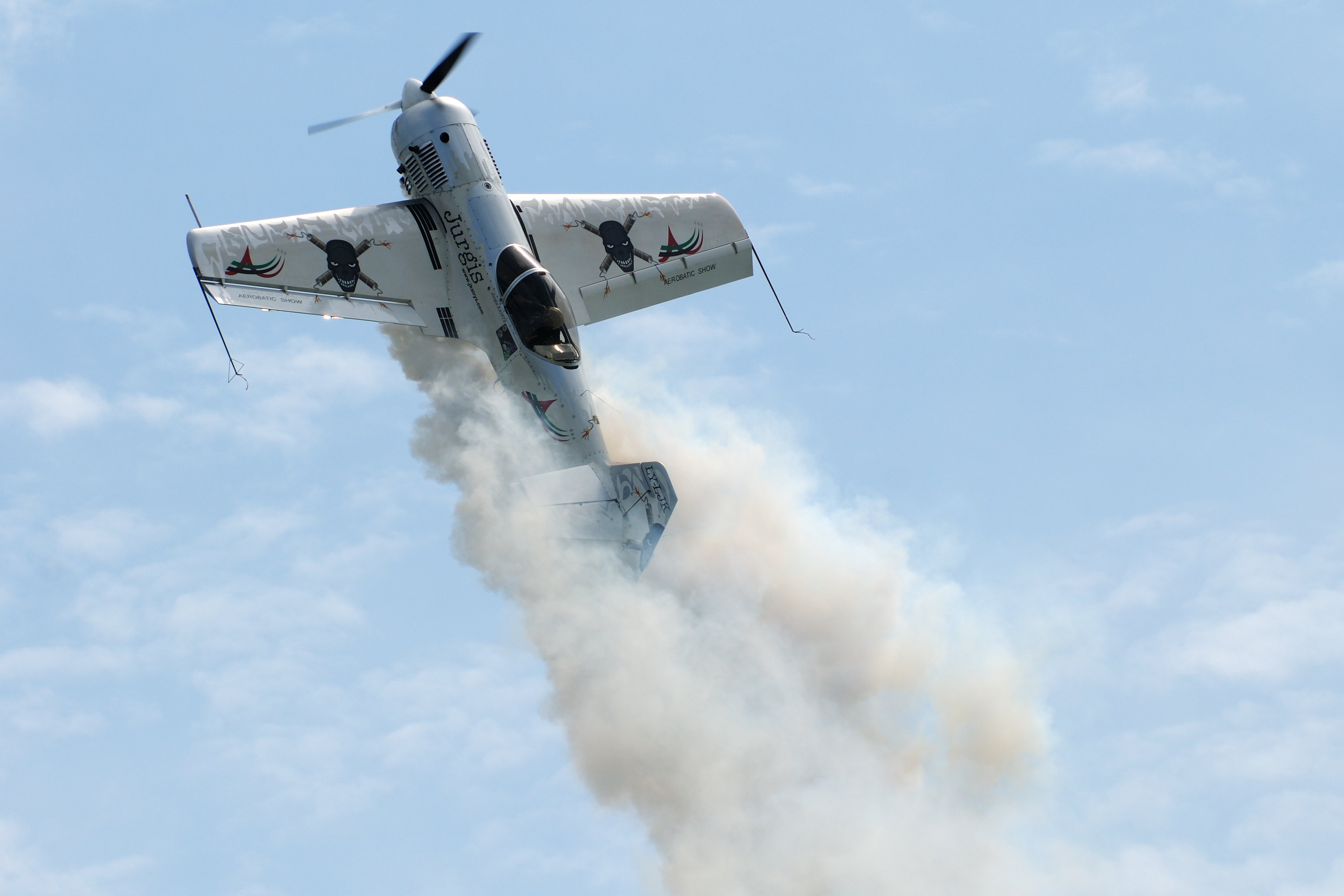
Ein Kobramanöver mit einer Suchoi Su-31 von Jurgis Kairys beim Góraszka Air Picnic 2009

Das Manöver kann nur von wenigen Kampfflugzeugen und Kunstflug-Maschinen geflogen werden. Reduktion des Fluggewichts durch geringe Betankung und Bewaffnung erleichtern die Ausführung.
Durch das Aufrichten präsentiert das Flugzeug seine größte Fläche in Flugrichtung, wodurch sich der Luftwiderstand stark erhöht und das Flugzeug fast vollständig abbremst. Im Einzelnen ist das Manöver in vier Phasen unterteilt:
1. Das Flugzeug kommt bei einem Anstellwinkel von über 90° zum Stehen;
2. es sackt vertikal über das Heck ab;
3. es kippt mit der Nase zurück in die Flugrichtung;
4. es beschleunigt wiederum im Horizontalflug.

Das Fliegen des Manövers erfordert neben hohem fliegerischen Können eine ausgefeilte Aerodynamik des Flugzeuges, um unkontrollierbare Flugzustände zu vermeiden. Daneben werden leistungsfähige Triebwerke benötigt, die das Flugzeug im Stehen tragen können und den abrupten Frischluftstromabriss ohne einen Flammabriss überstehen.
Für eine solche extreme Fluglage mit Strömungsabriss muss – so vorhanden – der automatische Anstellwinkelbegrenzer deaktiviert sein.
Das Kobramanöver kann mit allen Suchoi-Kampfflugzeugen ab der Su-27 und allen MiGs ab der MiG-29 und Derivate geflogen werden. Westliche Flugzeuge wie der Eurofighter Typhoon, die Dassault Rafale, die Lockheed Martin F-22, die Saab 35 Draken, Rockwell-MBB X-31, General Dynamics F-16 MATV oder die McDonnell Douglas F/A-18 können das Manöver nur beschränkt nachfliegen. Dazu müssen bei den westlichen Flugzeugen Modifikationen der Software vorgenommen und beispielsweise der automatische Anstellwinkelbegrenzer deaktiviert werden.
Der litauische Kunstflugpilot Jurgis Kairys zeigte ab 2008 dieses Manöver auf Flugschauen auch auf Propeller-Kunstflugmaschinen.

## Geschichte
Entwickelt wurde das Kobramanöver von den Schwedischen Luftstreitkräften als Kort Parad mit der Saab 35 Draken in den 1960er Jahren. Der Draken gehört zu den Flugzeugen, die im Strömungsabriss aerodynamisch superstabil werden und diesen Zustand nur schwer überwinden können. Diese bekannte als Superstall bezeichnete Schwachstelle der Maschine (s. Deep Stall) konnte sich bei großen Anstellwinkeln zeigen. Das gezielte Einleiten großer Anstellwinkel, um die schnelle, wirkungsvolle Reduzierung des Anstellwinkels zu üben, gehörte daher für die Piloten zum Trainingsprogramm. Aus diesen Trainingsmanövern, einen Superstall zu vermeiden, entwickelte sich richtig gehandhabt eine wirkungsvolle Luftbremse, die eine folgende Maschine überschießen lässt und die bremsende Maschine in Verfolgerposition bringt. Das Flugmanöver wurde von den schwedischen Piloten Kort Parad (dt. kurze Parade im Sinne von schneller Abwehr) genannt und wurde von ihnen im Kalten Krieg, wenn sie z. B. über der Ostsee auf russische Maschinen trafen, demonstriert.
Erstmals wurde dieses Manöver in der Öffentlichkeit 1989 auf der französischen Flugschau in Le Bourget mit einer Suchoi Su-27 von Wiktor Pugatschow (Sowjetunion) demonstriert. Nach anderen Angaben soll dies bereits 1987 der sowjetische Testpilot Igor Wolk gezeigt haben.

## Flugzeuge
Folgende Flugzeuge sind in der Lage, das Kobramanöver zumindest beschränkt auszuführen:
- Eurofighter Typhoon
- McDonnell Douglas F/A-18
- Lockheed Martin F-22
- Mikojan-Gurewitsch MiG-29
- Suchoi Su-27
- Suchoi Su-30
- Suchoi Su-37 (Nickwinkel bis zu 180°)
- Suchoi Su-57 (bei MAKS 2013 demonstriert)
- Saab 35 Draken
- Saab JAS 39 Gripen
- Dassault Rafale
- Chengdu J-10 (bei Airshow in Zhuhai 2018)